# Bélgica en el Festival de la Canción de Eurovisión
Bélgica participa en el Festival de la Canción de Eurovisión desde 1956. Debido a que es una nación que cuenta con dos entes de radiodifusión públicos para las dos principales comunidades lingüísticas del país, RTBF (en francés), y VRT (en flamenco), la responsabilidad de la elección del representante belga se alterna cada año entre las dos radiodifusoras, para alternar asimismo el idioma de la canción. Incluso con la norma de libertad de idioma de la UER, cuando Bélgica suele presentar temas en inglés por ambas partes, la RTBF se encargaba de la representación los años impares; y, la VRT, los pares. El orden cambió a partir del 2021, cuando la VRT estuvo a cargo de la representación belga en el festival de ese año, por lo que la cadena RTBF se encargará de la delegación en los años pares.
El país cosechó su única victoria hasta el momento en el Festival de 1986 con Sandra Kim, quien es también la ganadora más joven de la historia de Eurovisión, ya que por aquel entonces tenía solo trece años. 
La siguiente mejor posición alcanzada por Bélgica es el segundo puesto conseguido en dos ocasiones en 1978 y 2003. En 2003, concretamente, Bélgica fue representada por Urban Trad, una banda folk que cantó en un idioma inventado y que terminó en segundo lugar. El último mejor resultado belga lo obtuvo la cantante Blanche en 2017. Superó la semifinal y en la final cosechó un 4º puesto.
Por otro lado, Bélgica ha ocupado el último lugar en ocho ocasiones. Debido al bajo resultado cosechado en 1993, Bélgica fue relegado de participar en el festival de 1994. Lo mismo ocurrió en 1997 y en 2001.
Un total de 25 veces ha estado este país en el Top 10 en una final, siendo la última en 2024.

## Participaciones
Leyenda
     Ganador
     Segundo puesto
     Tercer puesto
     Cuarto o quinto puesto (Top 5)
     Último puesto
| Año                  | Sede       | Artista                       | Canción                           | Final                       | Pts.                        | Semifinal                   | Pts.                        |
| -------------------- | ---------- | ----------------------------- | --------------------------------- | --------------------------- | --------------------------- | --------------------------- | --------------------------- |
| 1956                 | Lugano     | Fud Leclerc                   | «Messieurs les noyés de la Seine» | No se publicaron resultados | No se publicaron resultados | No hubo semifinales         | No hubo semifinales         |
| 1956                 | Lugano     | Mony Marc                     | «Le plus beau jour de ma vie»     | No se publicaron resultados | No se publicaron resultados | No hubo semifinales         | No hubo semifinales         |
| 1957                 | Fráncfort  | Bobbejaan Schoepen            | «Straatdeuntje»                   | 8                           | 5                           | No hubo semifinales         | No hubo semifinales         |
| 1958                 | Hilversum  | Fud Leclerc                   | «Ma petite chatte»                | 5                           | 8                           | No hubo semifinales         | No hubo semifinales         |
| 1959                 | Cannes     | Bob Benny                     | «Hou toch van mij»                | 6                           | 9                           | No hubo semifinales         | No hubo semifinales         |
| 1960                 | Londres    | Fud Leclerc                   | «Mon amour pour toi»              | 6                           | 9                           | No hubo semifinales         | No hubo semifinales         |
| 1961                 | Cannes     | Bob Benny                     | «September, gouden roos»          | 15                          | 1                           | No hubo semifinales         | No hubo semifinales         |
| 1962                 | Luxemburgo | Fud Leclerc                   | «Ton nom»                         | 13                          | 0                           | No hubo semifinales         | No hubo semifinales         |
| 1963                 | Londres    | Jacques Raymond               | «Waarom?»                         | 10                          | 4                           | No hubo semifinales         | No hubo semifinales         |
| 1964                 | Copenhague | Robert Cogoi                  | «Près de ma rivière»              | 10                          | 2                           | No hubo semifinales         | No hubo semifinales         |
| 1965                 | Nápoles    | Lize Marke                    | «Als het weer lente is»           | 15                          | 0                           | No hubo semifinales         | No hubo semifinales         |
| 1966                 | Luxemburgo | Tonia                         | «Un peu de poivre, un peu de sel» | 4                           | 14                          | No hubo semifinales         | No hubo semifinales         |
| 1967                 | Viena      | Louis Neefs                   | «Ik heb zorgen»                   | 7                           | 8                           | No hubo semifinales         | No hubo semifinales         |
| 1968                 | Londres    | Claude Lombard                | «Quand tu reviendras»             | 7                           | 8                           | No hubo semifinales         | No hubo semifinales         |
| 1969                 | Madrid     | Louis Neefs                   | «Jennifer Jennings»               | 7                           | 10                          | No hubo semifinales         | No hubo semifinales         |
| 1970                 | Ámsterdam  | Jean Vallée                   | «Viens l'oublier»                 | 8                           | 5                           | No hubo semifinales         | No hubo semifinales         |
| 1971                 | Dublín     | Lily Castel y Jacques Raymond | «Goeiemorgen, morgen»             | 14                          | 68                          | No hubo semifinales         | No hubo semifinales         |
| 1972                 | Edimburgo  | Serge & Christine Ghisoland   | «À la folie ou pas du tout»       | 17                          | 55                          | No hubo semifinales         | No hubo semifinales         |
| 1973                 | Luxemburgo | Nicole Josy & Hugo Sigal      | «Baby, baby»                      | 17                          | 58                          | No hubo semifinales         | No hubo semifinales         |
| 1974                 | Brighton   | Jacques Hustin                | «Fleur de liberté»                | 9                           | 10                          | No hubo semifinales         | No hubo semifinales         |
| 1975                 | Estocolmo  | Ann Christy                   | «Gelukkig zijn»                   | 15                          | 17                          | No hubo semifinales         | No hubo semifinales         |
| 1976                 | La Haya    | Pierre Rapsat                 | «Judy et Cie»                     | 8                           | 68                          | No hubo semifinales         | No hubo semifinales         |
| 1977                 | Londres    | Dream Express                 | «A million in one, two, three»    | 7                           | 69                          | No hubo semifinales         | No hubo semifinales         |
| 1978                 | París      | Jean Vallée                   | «L'amour ça fait chanter la vie»  | 2                           | 125                         | No hubo semifinales         | No hubo semifinales         |
| 1979                 | Jerusalén  | Micha Maran                   | «Hey nana»                        | 18                          | 5                           | No hubo semifinales         | No hubo semifinales         |
| 1980                 | La Haya    | Telex                         | «Euro-Vision»                     | 17                          | 14                          | No hubo semifinales         | No hubo semifinales         |
| 1981                 | Dublín     | Emly Starr                    | «Samson»                          | 13                          | 40                          | No hubo semifinales         | No hubo semifinales         |
| 1982                 | Harrogate  | Stella                        | «Si tu aimes ma musique»          | 4                           | 96                          | No hubo semifinales         | No hubo semifinales         |
| 1983                 | Múnich     | Pas De Deux                   | «Rendez-vous»                     | 18                          | 13                          | No hubo semifinales         | No hubo semifinales         |
| 1984                 | Luxemburgo | Jacques Zegers                | «Avanti la vie»                   | 5                           | 70                          | No hubo semifinales         | No hubo semifinales         |
| 1985                 | Gotemburgo | Linda Lepomme                 | «Laat me nu gaan»                 | 19                          | 7                           | No hubo semifinales         | No hubo semifinales         |
| 1986                 | Bergen     | Sandra Kim                    | «J'aime la vie»                   | 1                           | 176                         | No hubo semifinales         | No hubo semifinales         |
| 1987                 | Bruselas   | Liliane Saint-Pierre          | «Soldiers of love»                | 11                          | 56                          | No hubo semifinales         | No hubo semifinales         |
| 1988                 | Dublín     | Reynaert                      | «Laissez briller le soleil»       | 18                          | 5                           | No hubo semifinales         | No hubo semifinales         |
| 1989                 | Lausanne   | Ingeborg                      | «Door de wind»                    | 19                          | 13                          | No hubo semifinales         | No hubo semifinales         |
| 1990                 | Zagreb     | Philippe Lafontaine           | «Macédomienne»                    | 12                          | 46                          | No hubo semifinales         | No hubo semifinales         |
| 1991                 | Roma       | Closeau                       | «Geef het op»                     | 16                          | 23                          | No hubo semifinales         | No hubo semifinales         |
| 1992                 | Malmö      | Morgane                       | «Nous on veur des violons»        | 20                          | 11                          | No hubo semifinales         | No hubo semifinales         |
| 1993                 | Millstreet | Barbara Dex                   | «Iemands als jij»                 | 25                          | 3                           | Kvalifikacija za Millstreet | Kvalifikacija za Millstreet |
| No participó en 1994 |            |                               |                                   |                             |                             |                             |                             |
| 1995                 | Dublín     | Frédéric Etherlinck           | «La voix est libre»               | 20                          | 8                           | No hubo semifinales         | No hubo semifinales         |
| 1996                 | Oslo       | Lisa del Bo                   | «Liefde is een kaartspel»         | 16                          | 22                          | 12                          | 45                          |
| No participó en 1997 |            |                               |                                   |                             |                             |                             |                             |
| 1998                 | Birmingham | Mélanie Cohl                  | «Dis oui»                         | 6                           | 122                         | No hubo semifinales         | No hubo semifinales         |
| 1999                 | Jerusalén  | Vanessa Chinitor              | «Like the wind»                   | 12                          | 38                          | No hubo semifinales         | No hubo semifinales         |
| 2000                 | Estocolmo  | Nathalie Sorce                | «Envie de vivre»                  | 24                          | 2                           | No hubo semifinales         | No hubo semifinales         |
| No participó en 2001 |            |                               |                                   |                             |                             |                             |                             |
| 2002                 | Tallin     | Sergio & The Ladies           | «Sister»                          | 13                          | 33                          | No hubo semifinales         | No hubo semifinales         |
| 2003                 | Riga       | Urban Trad                    | «Sanomi»                          | 2                           | 165                         | No hubo semifinales         | No hubo semifinales         |
| 2004                 | Estambul   | Xandee                        | «1 life»                          | 22                          | 7                           | Top 11 del año anterior     | Top 11 del año anterior     |
| 2005                 | Kiev       | Nuno Resende                  | «Le grand soir»                   | No se clasificó             | No se clasificó             | 22                          | 29                          |
| 2006                 | Atenas     | Kate Ryan                     | «Je t'adore»                      | No se clasificó             | No se clasificó             | 12                          | 69                          |
| 2007                 | Helsinki   | The KMG's                     | «LovePower»                       | No se clasificó             | No se clasificó             | 26                          | 14                          |
| 2008                 | Belgrado   | Ishtar                        | «O julissi»                       | No se clasificó             | No se clasificó             | 17                          | 16                          |
| 2009                 | Moscú      | Patrick Ouchène               | «Copycat»                         | No se clasificó             | No se clasificó             | 17                          | 1                           |
| 2010                 | Oslo       | Tom Dice                      | «Me and my guitar»                | 6                           | 143                         | 1                           | 167                         |
| 2011                 | Düsseldorf | Witloof Bay                   | «With love baby»                  | No se clasificó             | No se clasificó             | 11                          | 53                          |
| 2012                 | Bakú       | Iris                          | «Would you?»                      | No se clasificó             | No se clasificó             | 17                          | 16                          |
| 2013                 | Malmö      | Roberto Bellarosa             | «Love kills»                      | 12                          | 71                          | 6                           | 75                          |
| 2014                 | Copenhague | Axel Hirsoux                  | «Mother»                          | No se clasificó             | No se clasificó             | 14                          | 28                          |
| 2015                 | Viena      | Loïc Nottet                   | «Rhythm inside»                   | 4                           | 217                         | 2                           | 149                         |
| 2016                 | Estocolmo  | Laura Tesoro                  | «What's the pressure?»            | 10                          | 181                         | 3                           | 274                         |
| 2017                 | Kiev       | Blanche                       | «City lights»                     | 4                           | 363                         | 4                           | 165                         |
| 2018                 | Lisboa     | Sennek                        | «A matter of time»                | No se clasificó             | No se clasificó             | 12                          | 91                          |
| 2019                 | Tel Aviv   | Eliot                         | «Wake up»                         | No se clasificó             | No se clasificó             | 13                          | 70                          |
| 2020                 | Róterdam   | Hooverphonic                  | «Release me»                      | Festival cancelado          | Festival cancelado          | Festival cancelado          | Festival cancelado          |
| 2021                 | Róterdam   | Hooverphonic                  | «The wrong place»                 | 19                          | 74                          | 9                           | 117                         |
| 2022                 | Turín      | Jérémie Makiese               | «Miss You»                        | 19                          | 64                          | 8                           | 151                         |
| 2023                 | Liverpool  | Gustaph                       | «Because of You»                  | 7                           | 182                         | 8                           | 90                          |
| 2024                 | Malmö      | Mustii                        | «Before The Party's Over»         | No se clasificó             | No se clasificó             | 13                          | 18                          |
| 2025                 | Basilea    | Red Sebastian                 | «Strobe Lights»                   | No se clasificó             | No se clasificó             | 14                          | 23                          |

## Festivales organizados en Bélgica
| Edición                                   | Ciudad sede | Localización         | Presentandores |
| ----------------------------------------- | ----------- | -------------------- | -------------- |
| Festival de la Canción de Eurovisión 1987 | Bruselas    | Palais du Centenaire | Viktor Lazlo   |

## Votación de Bélgica
Hasta 2025, la votación de Bélgica ha sido:
| Más puntos otorgados solo en la gran final | Más puntos otorgados solo en la gran final | Más puntos otorgados solo en la gran final |
| Pos.                                       | País                                       | Puntos                                     |
| ------------------------------------------ | ------------------------------------------ | ------------------------------------------ |
| 1                                          | Francia                                    | 231                                        |
| 2                                          | Suecia                                     | 222                                        |
| 3                                          | Reino Unido                                | 205                                        |
| 4                                          | Países Bajos                               | 204                                        |
| 5                                          | Italia                                     | 181                                        |

| Más puntos otorgados en semifinales y final | Más puntos otorgados en semifinales y final | Más puntos otorgados en semifinales y final |
| Pos.                                        | País                                        | Puntos                                      |
| ------------------------------------------- | ------------------------------------------- | ------------------------------------------- |
| 1                                           | Países Bajos                                | 310                                         |
| 2                                           | Suecia                                      | 309                                         |
| 3                                           | Francia                                     | 231                                         |
| 3                                           | Israel                                      | 231                                         |
| 4                                           | Irlanda                                     | 219                                         |

| Más puntos recibidos solo en la final | Más puntos recibidos solo en la final | Más puntos recibidos solo en la final |
| Pos.                                  | País                                  | Puntos                                |
| ------------------------------------- | ------------------------------------- | ------------------------------------- |
| 1                                     | Países Bajos                          | 203                                   |
| 2                                     | Francia                               | 149                                   |
| 3                                     | Irlanda                               | 140                                   |
| 4                                     | Portugal                              | 134                                   |
| 5                                     | Reino Unido                           | 133                                   |

| Más puntos recibidos en semifinales y final | Más puntos recibidos en semifinales y final | Más puntos recibidos en semifinales y final |
| Pos.                                        | País                                        | Puntos                                      |
| ------------------------------------------- | ------------------------------------------- | ------------------------------------------- |
| 1                                           | Países Bajos                                | 286                                         |
| 2                                           | Francia                                     | 198                                         |
| 3                                           | Portugal                                    | 190                                         |
| 4                                           | Irlanda                                     | 182                                         |
| 5                                           | España                                      | 179                                         |

## 12 Puntos
- Bélgica ha dado 12 puntos a:

| Año  | País         |
| ---- | ------------ |
| 2004 | Países Bajos |
| 2005 | Países Bajos |
| 2006 | Armenia      |
| 2007 | Turquía      |
| 2008 | Armenia      |
| 2009 | Turquía      |
| 2010 | Islandia     |
| 2011 | Suecia       |
| 2012 | Rusia        |
| 2013 | Países Bajos |
| 2014 | Hungría      |
| 2015 | Armenia      |

| Año  | Jurado     | Televoto     | Conjunto     |
| ---- | ---------- | ------------ | ------------ |
| 2016 | Australia  | Polonia      | Australia    |
| 2017 | Suecia     | Portugal     | Portugal     |
| 2018 | Austria    | Irlanda      | Austria      |
| 2019 | Australia  | Estonia      | Australia    |
| 2021 | Rusia      | Malta        | Malta        |
| 2022 | San Marino | Polonia      | Suecia       |
| 2023 | Sin jurado | Armenia      | Armenia      |
| 2024 | Sin jurado | Países Bajos | Países Bajos |
| 2025 | Sin jurado | Países Bajos | Países Bajos |

| Año  | País        | Año  | País         | Año  | País         |
| ---- | ----------- | ---- | ------------ | ---- | ------------ |
| 1975 | Irlanda     | 1989 | Austria      | 2003 | Turquía      |
| 1976 | Reino Unido | 1990 | Reino Unido  | 2004 | Turquía      |
| 1977 | Reino Unido | 1991 | Suiza        | 2005 | Grecia       |
| 1978 | Israel      | 1992 | Reino Unido  | 2006 | Armenia      |
| 1979 | España      | 1993 | Reino Unido  | 2007 | Turquía      |
| 1980 | Irlanda     | 1994 | No participó | 2008 | Armenia      |
| 1981 | Dinamarca   | 1995 | España       | 2009 | Turquía      |
| 1982 | Suiza       | 1996 | Reino Unido  | 2010 | Grecia       |
| 1983 | Yugoslavia  | 1997 | No participó | 2011 | Francia      |
| 1984 | Irlanda     | 1998 | Países Bajos | 2012 | Suecia       |
| 1985 | Noruega     | 1999 | Países Bajos | 2013 | Países Bajos |
| 1986 | Suiza       | 2000 | Letonia      | 2014 | Austria      |
| 1987 | Irlanda     | 2001 | No participó | 2015 | Suecia       |
| 1988 | Reino Unido | 2002 | España       |      |              |

| Año  | Jurado      | Televoto     | Conjunto     |
| ---- | ----------- | ------------ | ------------ |
| 2016 | Australia   | Polonia      | Francia      |
| 2017 | Suecia      | Portugal     | Portugal     |
| 2018 | Austria     | Países Bajos | Países Bajos |
| 2019 | Italia      | Países Bajos | Italia       |
| 2021 | Suiza       | Francia      | Ucrania      |
| 2022 | Reino Unido | Ucrania      | Ucrania      |
| 2023 | Austria     | Finlandia    | Suecia       |
| 2024 | Francia     | Israel       | Francia      |
| 2025 | Austria     | Israel       | Austria      |

## Galería de imágenes
|                                 |
| Fud Leclerc en Hilversum (1958) |

|                           |
| Xandee en Estambul (2004) |

|                              |
| The KMG's en Helsinki (2007) |

|                           |
| Ishtar en Belgrado (2008) |

|                         |
| Copycat en Moscú (2009) |

|                         |
| Tom Dice en Oslo (2010) |

|                                   |
| Roberto Bellarosa en Malmö (2013) |

|                                   |
| Axel Hirsoux en Copenhague (2014) |

|                             |
| Loïc Nottet en Viena (2015) |

|                                  |
| Laura Tesoro en Estocolmo (2016) |

|                        |
| Blanche en Kiev (2017) |

|                         |
| SENNEK en Lisboa (2018) |

|                          |
| Eliot en Tel Aviv (2019) |

|                                  |
| Hooverphonic en Rotterdam (2021) |

|                                 |
| Jérémie Makiese en Turín (2022) |

|                             |
| Gustaph en Liverpool (2023) |

|                        |
| Mustii en Malmö (2024) |

## Nota
1. ↑  En un principio, España otorgó 12 puntos a Israel y 10 a Noruega. Tras la retransmisión, se anunció que RTVE había hecho un recuento erróneo de los votos. Alemania fue la verdadera ganadora del televoto español, debiéndosele haber otorgado al país los 12 puntos en lugar de ninguno. El error se corrigió, y Alemania se colocó séptima en detrimento de Noruega. Como consecuencia, Israel y Noruega recibieron dos puntos menos cada una; y Croacia, Malta, Portugal, Reino Unido, Países Bajos, Bélgica, Estonia y Turquía, un punto menos de lo anunciado durante la retransmisión.